# Ardito Desio
Ardito Desio (* 18. April 1897 in Palmanova, Italien; † 12. Dezember 2001 in Rom) war ein italienischer Entdecker, Bergsteiger, Geologe und Kartograf.
Desio führte in den Jahren 1926 bis 1940 einige geologische Untersuchungen in Libyen durch. Dabei fand er mit anderen zusammen als Erster Erdöl in diesem Land. 1954 führte er eine Expedition an, welche die Bergsteiger Lino Lacedelli und Achille Compagnoni am 31. Juli als Erste den K2 besteigen ließ. 1990 gründete Desio eine Forschungsstation am Mount Everest. Er starb 104-jährig im Jahr 2001.